# Li Mollet
Li Mollet (geboren 3. August 1947 in Aarberg) ist eine Schweizer Lehrerin und Schriftstellerin.

## Leben
Li Mollet studierte nach ihrer Ausbildung zur Primarlehrerin Erziehungswissenschaften bei Hans Aebli und Jürgen Oelkers sowie Philosophie an der Universität Bern. Sie übernahm anschliessend Lehraufträge an einer Fachhochschule und an Gymnasien. Mollet veröffentlichte pädagogische Schriften für den Sprachunterricht von Migranten.
Sie ist mit dem Kunstmaler Heinz Mollet (* 1947) liiert und lebt in Spiegel bei Bern.

## Auszeichnungen
Für ihre  Prosatexte sondern erhielt sie 2013, für und jemand winkt 2019 je einen Literaturpreis des Kantons Bern. 1999 erhielt sie für nichts leichter als das einen Werkbeitrag der Stadt und des Kantons Bern, sowie 2005 einen Werkbeitrag der Gemeinde Köniz für Ich bin`s, Salome.

## Werke (Auswahl)
- Vom Umgang der Pädagogik mit der Kunst. Ergon Verlag, Würzburg 1997
- "I kill you". Erfahrungen mit der Integration von ausländischen Kindern und Jugendlichen und Reflexionen zur multikulturellen Pädagogik. L. Mollet, Bern 1998
- nichts leichter als das. Prosa. Edition Howeg, Zürich 2003
- Ich bin's Salome. Erzählung. Edition Howeg, Zürich 2008, ISBN 978-3-85736-260-6
- sondern. Prosa. edition taberna kritika, Bern 2012, ISBN 978-3-905846-20-1
- Ein paar Schritte mit Max Frisch. In: text + kritik, XII/13
- irgendwann vielleicht. Prosa. edition taberna kritika, Bern 2015, ISBN 978-3-905846-33-1
- und jemand winkt. Ritter Verlag, Klagenfurt und Graz 2019, ISBN 978-3-85415-590-4